# Perutýn čertovský
Perutýn čertovský (Parapterois heterura) je druh dravé mořské ryby z čeledi ropušnicovitých, která žije v oblastech s písčitým, či bahnitým dnem. Ryba se přes den částečně zahrabává do měkkého materiálu, kde se maskuje před predátory. Pokud je v nebezpečí mimo svůj úkryt, rozzáří se jasnými barvami, kterými dává najevo svoji nebezpečnost.
V současnosti ryba nepatří mezi ohrožené druhy.

## Výskyt

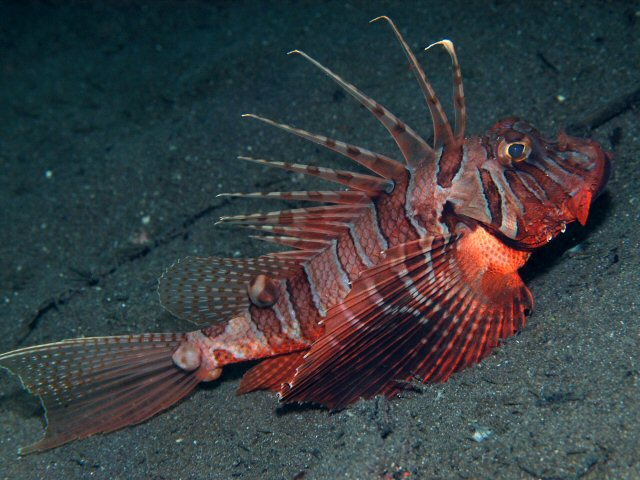
Perutýn čertovský v přírodním prostředí

Vyskytuje se v mělkých vodách od 40 metrů s jemným nesoudržným povrchem dna, její výskyt byl ale zaznamenán až do hloubky 300 metrů. Vyskytuje se převážně v tropických oblastech s teplou čerstvou vodou. Obývá oblasti Indického oceánu a západní části Tichého oceánu, ale je možné ji zpozorovat i na pobřeží Jižní Afriky, Indie, Austrálie, Indonésie, Malajsie, Filipín, či u břehů Japonska.

## Popis
Perutýn čertovský je průměrně 23 cm dlouhý. Tělo je protáhlého tvaru, v přední části se nachází hlava s dvojicí očí mířících do strany. Vepředu na hlavě je velká tlama, která má na každé straně jeden hmatový vous. Na hřbetě se nachází 12 paprskovitých ploutví a jedna hřbetní ploutev, které se táhnou až k ocasní ploutvi. Na straně se nacházejí dvě značně velké prsní ploutve, které jsou poloprůsvitné a spojené po celé délce s tělem.
Tělo ryby je pokryto šupinami a má načervenalou barvu. Střídají se pravidelně pruhy světlé a tmavé červené, které jsou od sebe oddělené bílými proužky. Při vrchním pohledu je možno spatřit na prsních ploutvích výrazné barvy (např. modrou).

## Potrava

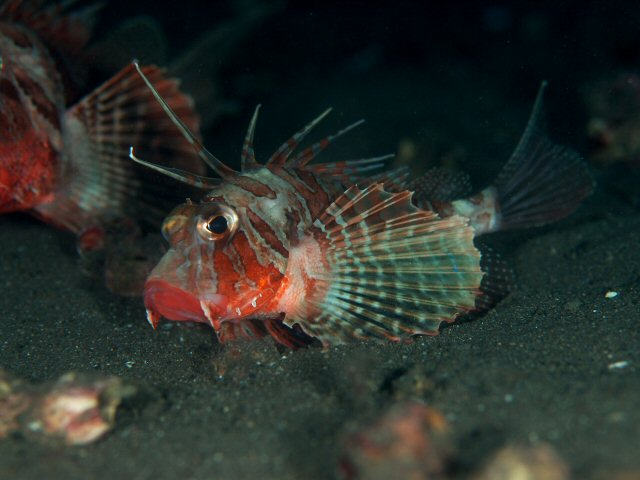
Detail přední části ryby

Ryba se živí drobnými korýši a rybičkami, které se nacházejí poblíž mořského dna.

## Rozmnožování
Vajíčka klade do gelového balónku, ze kterého se líhnou malé larvy. Ty se pak stávají součástí planktonu.

## Hospodářský význam
Perutýn čertovský nemá důležitý hospodářský význam a to ani pro rybolov, ani pro další využití.